# Hargeisa (district)
Het district Hargeisa (ook: Hargesa, Hargeysa) is een van de drie districten van de regio (gobolka) Woqooyi Galbeed in Somaliland, de jure Somalië. De hoofdstad van dit district is Hargeisa; deze stad is tevens de hoofdstad van Woqooyi Galbeed en van heel Somaliland.
De overige twee districten van Wooqooyi Galbeed zijn: Gebiley en Berbera.
In Abaarso bevindt zich de Abaarso School of Science and Technology, in 2008 gesticht door een voormalige Wall Street-bankier die geïnteresseerd was in het verzorgen van onderwijs met topkwaliteit in Somaliland.